# شبكة عروية لاسلكية

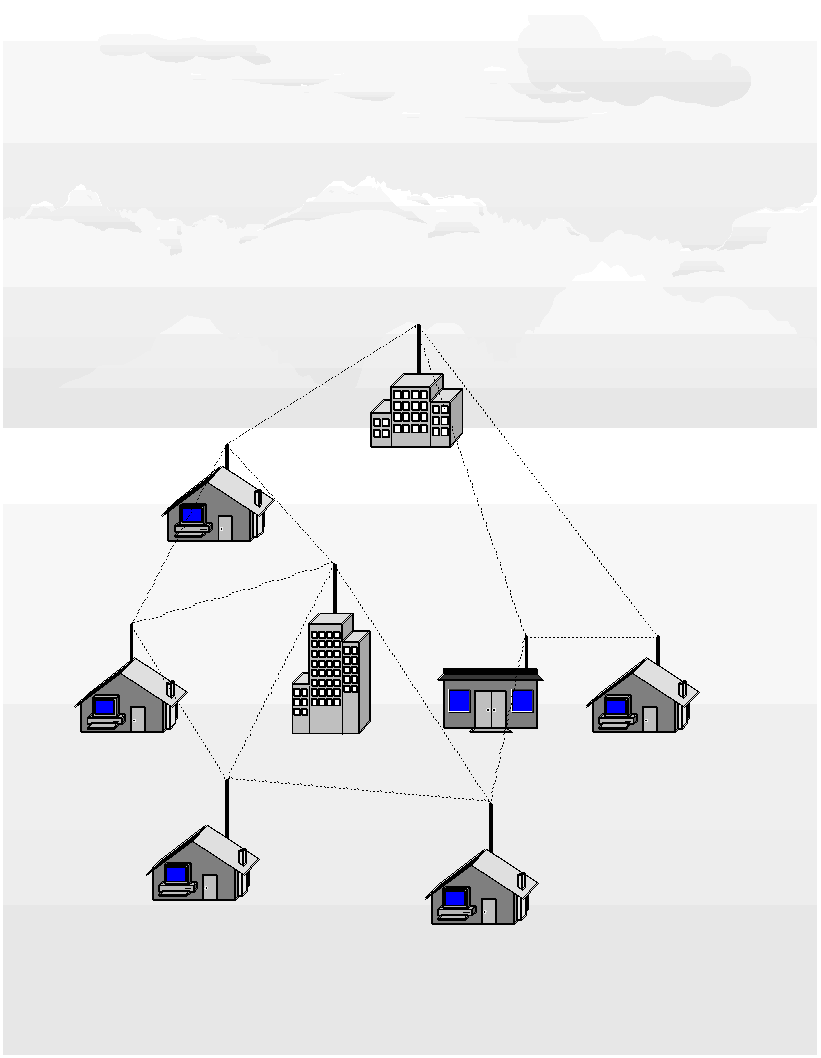
widthpx

widthpx

الشبكة العروية اللاسلكية أو الشبكة المتداخلة اللاسلكية (دبليو إم إن) هي شبكة اتصالات مكونة من عُقد راديوية منظمة في طوبولوجيا متداخلة. هي أيضًا شكل من أشكال الشبكة اللاسلكية المخصصة.
يشير مصطلح «متداخل» أو «ميش» إلى الترابط الغني بين الأجهزة أو العقد. تتكون الشبكات المتداخلة اللاسلكية غالبًا من عملاء، وأجهزة توجيه، وبوابات مترابطة. تنقُّل العقد غير متواتر. إذا تحركت العقد باستمرار أو بشكل متكرر، ستقضي الشبكة المتداخلة وقتًا أطول في تحديث الموجهات بدلًا من نقل البيانات. في الشبكات المتداخلة اللاسلكية، تميل طوبولوجيا الشبكة إلى أن تكون أكثر ثباتًا، إذ يمكن أن يلتقي حساب المسارات، التقاء المسارات في العقد الهدف، وتسليم البيانات إلى وجهاتها. بالتالي هي شكل من أشكال الشبكات اللاسلكية المخصصة المركزية ومنخفضة الحركة. لأنها تعتمد في بعض الأحيان أيضًا على العقد الثابتة للعمل كبوابات، فهي فعليًا ليست شبكة مخصصة لاسلكية بالكامل.[بحاجة لمصدر]
يكون العملاء في الشبكات المتداخلة حواسيب محمولة وهواتف محمولة وأجهزة لاسلكية أخرى غالبًا. تقوم أجهزة التوجيه في الشبكات المتداخلة بتوجيه حركة البيانات من البوابة وإليها، والتي قد تكون متصلة بالإنترنت ولكنها لا تحتاج ذلك. تسمى منطقة التغطية لجميع العقد الراديوية التي تعمل كشبكة واحدة في بعض الأحيان سحابة متداخلة. قد يعتمد الوصول إلى السحابة المتداخلة هذه على عمل العقد الراديوية معًا لإنشاء شبكة راديوية. الشبكة المتداخلة موثوقة وتوفر التكرار (الدعم الاحتياطي). عندما تصبح عقدة واحدة غير قادرة على العمل، لا يزال بإمكان بقية العقد التواصل مع بعضها البعض مباشرة، أو من خلال عقدة واحدة أو أكثر من العقد الوسيطة. يمكن للشبكات المتداخلة اللاسلكية أن تشكل وتعالج نفسها (تتكيف مع تغيرات الشبكة وخروج العقد). تعمل الشبكات المتداخلة اللاسلكية مع تقنيات لاسلكية مختلفة بما في ذلك 802.11 و802.15 و802.16، والتقنيات الخلوية، ولا يُلزم تقييدها بتقنية أو بروتوكول واحد. اطلع على مقالة التشبيك المتداخل.[بحاجة لمصدر]

## مميزات

### معمارية
تُعد معمارية الشبكات المتداخلة اللاسلكية خطوة أولى نحو توفير فعالية التكلفة، وحركية منخفضة في منطقة تغطية محددة. البنية التحتية للشبكة المتداخلة اللاسلكية في الواقع، هي شبكة من الموجهات دون استخدام الكابلات بين العقد. وهي مبنية على أجهزة راديوية نظيرة لا يلزم توصيلها بالكابلات إلى منفذ سلكي مثل نقاط الوصول (إيه بّي) التقليدية للشبكات اللاسلكية المحلية. تحمل البنية التحتية للشبكة المتداخلة البيانات عبر مسافات كبيرة، عن طريق تقسيم المسافة إلى سلسلة من القفزات القصيرة. إن العقد الوسيطة لا تعزز الإشارة وحسب، بل تمرر البيانات بشكل تعاوني من النقطة «أ» إلى النقطة «ب» عن طريق اتخاذ قرارات التوجيه بناءً على معرفتها بالشبكة، أي القيام بالتوجيه عن طريق استنباط طوبولوجيا الشبكة أولاً.
الشبكات المتداخلة اللاسلكية هي شبكة «طوبولوجيا» مستقرة نسبيًا باستثناء الفشل العرضي للعقد أو إضافة عقد جديدة. يتغير مسار حركة البيانات، الذي يُجمع من عدد كبير من المستخدمين النهائيين (الطرفيين)، بصورة غير منتظمة. تُوجه عمليًا كل حركة للبيانات في شبكة ذات بنية متداخلة لتصل إما إلى بوابة أو تخرج منها، بينما في الشبكات اللاسلكية المخصصة أو الشبكات المتداخلة من العملاء (التوابع)، تتدفق حركة البيانات بين أزواج العقد عشوائيًا.
إذا كانت نسبة التنقل بين العقد مرتفعة، على سبيل المثال، انقطاع الوصلات يحدث بصورة متكررة، تبدأ الشبكات المتداخلة اللاسلكية بالانهيار وينخفض أداء الاتصالات.

### الإدارة
يمكن أن يكون هذا النوع من البنية التحتية لا مركزيًا (دون خادم مركزي)، أو يمكن إدارته مركزيًا (مع خادم مركزي). كلاهما غير مكلف نسبيًا، ويمكن أن يكون موثوقًا ومرنًا للغاية، إذ إن كل عقدة تحتاج إلى الإرسال فقط إلى العقدة التالية. تعمل العقد كموجهات لنقل البيانات من العقد القريبة إلى نظيراتها البعيدة جدًا للوصول إليها في قفزة واحدة، وينتج عنه شبكة يمكن أن تمتد إلى مسافات أكبر. يجب أن تكون طوبولوجيا الشبكة المتداخلة مستقرة نسبيًا، بمعنى أنها ليست كثيرة الحركة. إذا خرجت إحدى العقد من الشبكة، بسبب عطل في الأجهزة أو لأي سبب آخر، يجب أن تتمكن العقد المجاورة لها من العثور بسرعة على مسار آخر باستخدام بروتوكول التوجيه.

### التطبيقات
قد تتضمن الشبكات المتداخلة أجهزة ثابتة أو متحركة. الحلول متنوعة وتتكيف مع احتياجات الاتصالات، على سبيل المثال؛ البيئات الصعبة مثل حالات الطوارئ، والأنفاق، ومنصات البترول، ومراقبة ساحة المعركة، وتطبيقات الفيديو المحمول عالية السرعة على متن وسائل النقل العام، والقياس عن بعد في سباق السيارات في الوقت الحقيقي، أو التنظيم الذاتي للوصول إلى الإنترنت للمجتمعات. يعد تطبيق فويب (الصوت عبر الـ آي بّي) أحد التطبيقات الممكنة المهمة للشبكات المتداخلة اللاسلكية. باستخدام نظام جودة الخدمة، قد تدعم الشبكة المتداخلة اللاسلكية توجيه المكالمات الهاتفية المحلية عبر الشبكة المتداخلة. تشبه معظم التطبيقات في الشبكات المتداخلة اللاسلكية تلك الموجودة في الشبكات اللاسلكية المخصصة.
بعض التطبيقات الحالية:
- تستخدم القوات العسكرية الأمريكية الآن الشبكات المتداخلة اللاسلكية لتوصيل أجهزة الكمبيوتر الخاصة بهم، وخاصة أجهزة الكمبيوتر المحمولة القوية، في العمليات الميدانية.[بحاجة لمصدر]
- تُنشر الآن العدادات الذكية الكهربائية في المساكن، والتي تنقل قراءاتها من عداد إلى آخر، وفي النهاية إلى المكتب المركزي للفوترة، دون الحاجة لقراء العدادات البشر، أو الحاجة إلى توصيل العدادات بالكابلات.[6]
- تستخدم أجهزة الكمبيوتر المحمولة في برنامج «حاسوب محمول لكل طفل» شبكات متداخلة لاسلكية لتمكين الطلاب من تبادل الملفات، والوصول إلى الإنترنت على الرغم من أنهم يفتقرون إلى الهواتف المحمولة، أو السلكية، أو الاتصالات الفيزيائية الأخرى في منطقتهم.[7]
- يدعم كل من غوغل هوم، وواي فاي غوغل، وغوغل أونهَب، شبكات واي فاي المتداخلة (أي شبكة واي فاي مخصصة). بدأ العديد من مصنعي أجهزة توجيه واي فاي بتقديم أجهزة توجيه للشبكات المتداخلة للاستخدام المنزلي في منتصف العقد الثاني من القرن الواحد والعشرين.[8]
- تعمل كوكبة الأقمار الصناعية إيريديوم المكونة من 66 قمرًا كشبكة متداخلة، مع روابط لاسلكية بين الأقمار الصناعية المتجاورة. تُوجه المكالمات بين هاتفين متصلين بالأقمار الصناعية عبر الشبكة المتداخلة، من قمر صناعي إلى آخر عبر كوكبة الأقمار الصناعية، دون الحاجة إلى المرور عبر محطة أرضية. ما يجعل المسافة التي تقطعها الإشارة أقل، فيقلل التأخير (الكمون أو فترة الانتظار)، ويسمح أيضًا للكوكبة بالعمل في محطات أرضية أقل بكثير من المطلوب بالنسبة لـ66 قمر صناعي للاتصالات التقليدية.